# 富高縣
富高縣（日语：〔〕／ Tomidaka ken */?）是日本於1868年閏4月為管轄過去幕府在日向國直屬領地所設立的縣，所管轄的區域分布在現今整個宮崎縣內；在同年8月併入同樣為管轄舊幕府直屬領所成立的日田縣。

## 歷史
江戶時代幕府在九州豐後國日田（位於現在的日田市）設有西國筋郡代，負責管霞九州內的幕府直屬領地；1868年江戶幕府結束後，新政府設立日田縣管轄位於原屬西國筋郡代管轄位於豐前國及豐後國的區域，富高縣管轄位於日向國的區域；富高縣縣廳設於臼杵郡富高村的富高陣屋（位於現在的日向市）。但在同年8月，富高縣被撤銷，轄區併入日田縣，富高陣屋改設日田縣出張富高御役所。

## 歴任知事
| 職稱       | 姓名     | 上任日期                | 卸任日期              | 備註 |
| ---------- | -------- | ----------------------- | --------------------- | ---- |
| 知事       | 木村貞通 | 1868年閏4月25日（舊曆） | 1868年8月17日（舊曆） |      |
| 參考資料： |          |                         |                       |      |